# 鎮江香醋

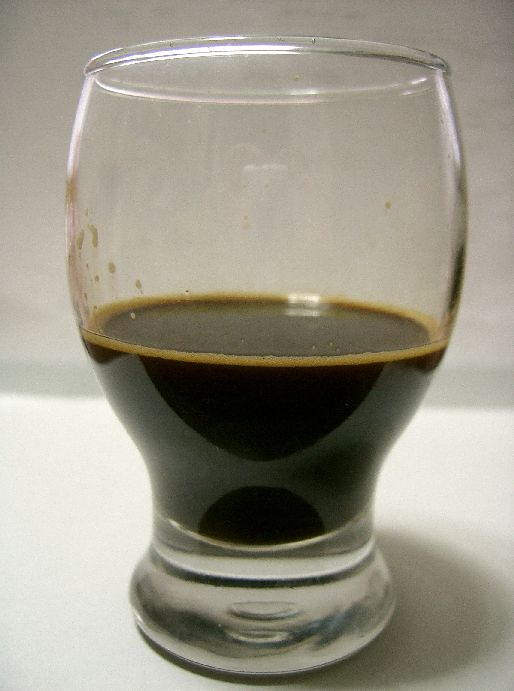
鎮江香醋

鎮江香醋（ちんこうこうさく、ちんこうこうず、中国語 ジェンジアンシアンツー Zhènjiāng xiāngcù）は、中国江蘇省鎮江市名産の黒酢調味料。「醋」は「酢」の異体字であり、日本の常用漢字では「鎮江香酢」とするのが正しいが、本項においては慣用に従い「鎮江香醋」と表記する。
中国において「地理標誌産品」と呼ばれる地域特産ブランドに指定されている。

## 概要
黒酢の一種。中国では「地理標誌産品 」。
山西省の山西老陳醋、福建省の永春老醋とともに「中国三大名酢」に挙げられ、また、さらに四川省の保寧醋を加えた「中国四大名酢」の一つに挙げられる。
もち米を発酵させ、酒を作った後、籾殻を加えて攪拌し、酢酸菌をもって酢化させる。籾殻のために変色し、独特の黒色を帯びる。3週間ほどで酢化させたのち、寝かせて熟成させる。熟成は半年から数年かけることもある。このため、通常の酢のような刺激味が少なく、アミノ酸による濃厚な風味があり、香りがよいのが特徴である。

## 用途
江蘇省をはじめ、江南の地では調味料として酸味を加えるのに盛んに用いられている。料理の例では、無錫市の名物で、無錫排骨と呼ばれる、酢豚に似た風味の煮込み料理に鎮江香醋は欠かせない。
食卓においても、江蘇名物の上海ガニを食べる際には、蒸したカニの身をほじくり出しつつ、細切りの生姜を入れた鎮江香醋につけて食べるのが定番である。これによってカニの持つ「寒」の性質を中和できると考えている。また、鎮江名物のひとつである肴肉を食べる際にも、鎮江香醋は欠かせない。鎮江の人は、他にも蒸し餃子などの点心や、鍋蓋麺と呼ばれる麺料理を食べる際にも鎮江香醋で風味を加えることが多い。
日本国内においても、一部の中国料理店では鎮江香醋を用いた料理を供していたり、餃子などに用いる調味料として鎮江香醋を卓上に備えていることがある。
日本では、従来あまり知られていなかったが、1990年代以降の健康ブームの中で、アミノ酸を多く含む「黒酢は健康によい」ともてはやされたため、健康食品のひとつとして盛んに紹介されるようになった。